# Warner Music Poland
Warner Music Poland Sp. z o.o. (WMP) – polska wytwórnia płytowa, oddział Warner Music Group, założona w 1994 w Warszawie w wyniku przejęcia przez Warner Music Group polskiej wytwórni płytowej Polton.
Wytwórnia została założona na bazie katalogu wytwórni Polton, który na początku lat 90. XX w. koncern Warner Music Group odkupił od Starstream Communications Group.
W 2014 roku wytwórnia Warner Music Poland wchłonęła firmę Parlophone Music Poland Sp. z o.o., w związku ze sprzedażą Parlophone Records, Ltd. koncernowi Warner Music Group przez Universal Music Group.
Katalog Warner Music Poland obejmują także prawa do nagrań wytwórni EMI Music Poland, która w 2013 roku została przekształcona w Parlophone Music Poland.
WMP prowadzi w Polsce dystrybucję płyt wydanych przez wytwórnie należące do koncernu Warner Music Group, a także niezależnych firm takich jak m.in.: Nuclear Blast, 4everMUSIC czy Golec Fabryka.
Według danych z 2008 roku Warner Music Poland wraz z Universal Music Polska, Sony BMG Music Entertainment Poland i EMI Music Poland posiadała 75% udział w polskim rynku fonograficznym.
Według danych z 2014 roku wytwórnia, wraz z Universal Music Polska i Sony Music Entertainment Poland posiadała udział w polskim rynku muzycznym na poziomie 73,2%.
W 2015 roku za kwotę 8,1 mln zł WMP kupiła wytwórnię Polskie Nagrania „Muza”.